# تفت
تَفْت شهری است در بخش مرکزیِ شهرستان تفت که در استان یزد واقع شده‌است.
شهر تفت در جنوب غربی استان یزد و در فاصله ۱۰ کیلومتری شهر یزد واقع شده و به دلیل قرار گرفتن در دامنه‌های شیرکوه از آب‌و‌هوایی خنک نسبت به دیگر شهرهای استان یزد برخوردار است. مساحت شهر تفت ۲۰۰۰ هکتار و جمعیت آن طبق سرشماری سال ۱۳۹۵ نزدیک به ۱۸٬۴۶۴ نفر می‌باشد.
تفت به واسطه وجود باغ‌های انار و محصول آن، انار تفت، معروف است، تا جایی‌که یکی از مناظر طبیعی و زیبای این شهر کوچه‌باغ‌های این شهرستان در فصل پاییز است که با مراسم انارچینی همزمان شده، در این فصل شهر پذیرای گردشگران و عکاسان زیادی می‌شود.
تفت منطقه‌ای باستانی با پیشینه‌ای بلند مدت است. این شهر از هر لحاظ با یزد پیوند تاریخی داشته و نامش همیشه با آن، همراه بوده‌است. به هر صورت منطقه عمومی تفت از زمان قبل از اسلام وجود داشته که موقعیت منطقه و کشفیات تاریخی آن نیز همین موضوع را اثبات می‌نماید و به تعبیر عبدالحسین آیتی نویسنده کتاب تاریخ یزد (آتشکده یزدان)، یزد بدون تفت هیچ‌گاه وجود نداشته‌است.

## وجه تسمیه
واژه تفت، در اوستا «تفته» به معنی «گرم شده» است. تفت، در فرهنگ معین به معنی گرم شدن، حرارت، گرم یا به معنای سبدی چوبین که در آن میوه جای دهند، آمده‌است. در کتاب غیاث‌اللغات در مورد واژه تفت آمده‌است: «نام جایی از مضافات یزد و سبدی است که برای نهادن گل و میوه سازند». فرهنگ دهخدا نیز با مفهومی مشابه آورده شده‌است: «سبدی مدور و کم عمق که از ترکه یا برگ سازند و میوه در آن نهاده و سر آن نیز بر ترکه تر برگدار بافته و محکم کنند». با توجه به شرایط جغرافیایی این شهر می‌توان گفت: معنای اخیر به نظر می‌رسد با موقعیت شهر تفت همخوانی بیشتری دارد در نام چهار محلّه از محلّات تفت شامل: باغ گلابدان، باغ گلستان، باغ خندان، باغ مورتین که با پیشوند باغ شروع می‌شود و محلّات راحت آباد و حوض بلبل نیز مؤیّد مفهوم سبد گل و سبد میوه هستند. میرزا محسن تأثیر تبریزی مثنوی بلندی به نام حُسن اتّفاق، در توصیف تفت دارد که به مفهوم سبد گل و سبد میوه اشاره کرده‌است. محمد ابراهیم باستانی پاریزی، تاریخ‌شناس معاصر و نویسنده سرشناس تاریخ که اکثر نوشته‌هایش دربارهٔ تاریخ کویر ایران است، نام شهر تفت را منسوب به گرمای کویری آن می‌داند.
نام تفت در منابع تاریخی و عرفانی از قرن نهم هجری به بعد همراه با نام شاه نعمت‌الله ولی آورده شده‌است. در برخی منابع این شهر به دراز شهر معروف است، زیرا تمام خانه‌ها و ساختمان‌های آن اطراف یک خیابان طولانی واقع شده‌است و یک رودخانه در طول شهر وجود دارد که سال‌هاست خشکیده‌است و مسیل فصلی برای سیلاب‌های بالادست است.

## جغرافیا
شهر تفت به‌طور کلی از دو بخش تشکیل می‌شود: بخش شمالی و بخش جنوبی که به ترتیب گرمسیر و سردسیر نامیده می‌شوند.
تفت منطقه‌ای ییلاقی و تابستانی با پیشینه‌ای بلند مدت است که با توجه به موقعیت منطقه و کشفیات تاریخی، احتمال داده می‌شود که منطقه عمومی تفت از زمان قبل از اسلام وجود داشته‌است.
تفت در دو قسمت انتهایی دره‌ای نسبتاً پهناور و سیلابی (در محل معروف به «رود تفت») قرار دارد. شیب این دره از منتهی الیه جنوب غربی شهر تفت (در ارتفاع ۱۶۰۰ متری) به سمت شمال شرقی (ارتفاع درنزدیکی شهرک قدس: ۱۵۲۰ متر) کاهش می‌یابد. شهر تفت از شمال و شمال غربی با کوه‌های آقا اعلا و بِن چادر و از جنوب و جنوب غربی با کوه‌های تفت / تفته کوه و گلوبادام احاطه شده‌است.
تفت در بلندترین نقطه استان قرار دارد و از آن می‌توان به عنوان بام استان یاد کرد. این شهر در کنار ارتفاعات شیرکوه بین ارتفاع ۱۲۰۰ تا ۴۰۷۵ متر از سطح دریا واقع شده که به دلیل نزولات جوی و ارتفاع مناسب و واقع شدن در بین کویرهای مروست و ابرکوه، به عنوان یکی از مناطق ییلاقی استان یزد معرفی می‌شود.

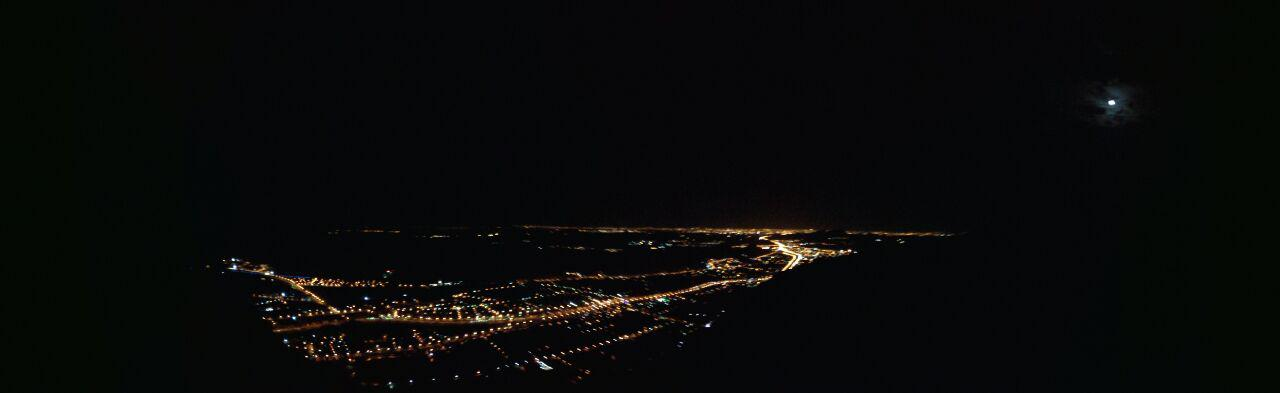
سراسرنمای شهر تفت در شب، بام تفت

مسیرهای ارتباطی این منطقه به اطراف
- راه تفت – یزد به سوی شمال شرقی و به درازای ۲۰ کیلومتر
- راه تفت – نصرآباد به درازای ۳۴ کیلومتر
- راه تفت – ده نو – دهشیر به سوی غرب و سپس به سوی جنوب
- راه تفت – ده بالا - طزرجان به درازای ۲۴ کیلومتر و سپس منشاد
- راه تفت – ابرکوه به درازای ۱۵۰ کیلومتر

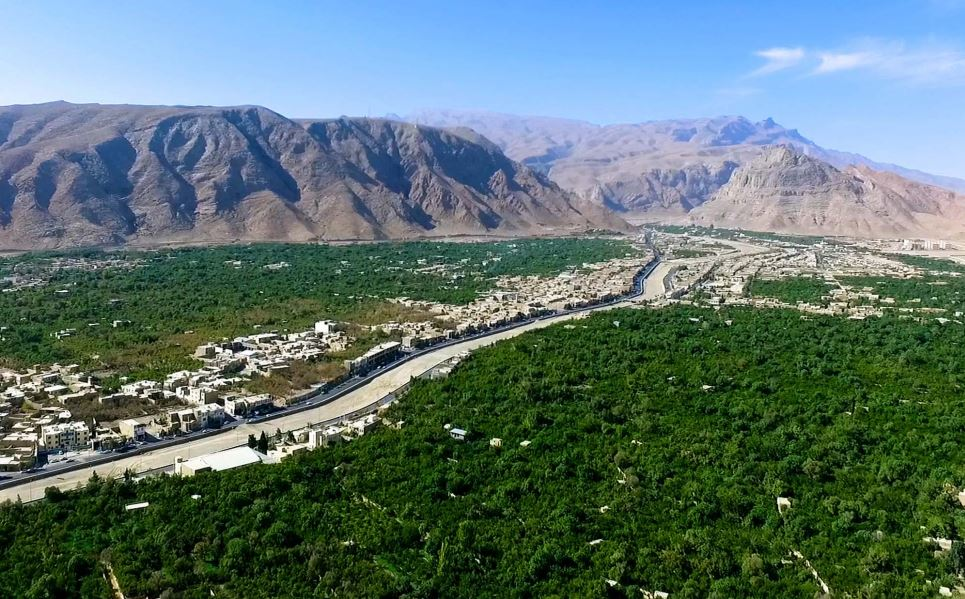
سرارنمای تفت از نمای بالا

- سرارنمای تفت از نمای بالافاصله هوایی شهر تفت تا تهران، ۵۲۰ کیلومتر است.

## مردم
با توجه به استعداد ناحیه، بیشتر مردم تفت کشاورز و باغدار هستند. مردم این شهر همراه کشت به دامداری نیز می‌پردازند.
بر پایه سرشماری عمومی نفوس و مسکن در سال ۱۳۹۵ جمعیت این شهر ۱۸٬۴۶۴ نفر (۵٬۶۴۹ خانوار) بوده‌است. جمعیّت بومی این شهرستان از نظر مذهبی، شیعه و زردشتی هستند ولی در سه دههٔ اخیر، مهاجرین افغانستانی و معاودین عراقی که بیشتر از پیروان اهل سنّت هستند، جمعیّت نسبتاً تأثیر گذاری را تشکیل داده‌اند.

مهاجرت به هند و پاکستان نیز یکی از مشخّصه‌های جمعیّتی مردم این شهر است که تأثیر و تأثّر فرهنگی، اجتماعی خاصّ خود را داشته‌است. این پدیده سابقه‌ای بالغ بر صد سال دارد. در حال حاضر تعداد قابل توجّهی از اهالی تفت در کشور هند (به خصوص شهر بمبئی) و پاکستان سکونت دائمی داشته و مشاغل و مناصب مختلفی را برعهده دارند.

## محصولات کشاورزی
از فراورده‌های کشاورزی این منطقه می‌توان گندم، جو، بنشن، تره بار، انار، هلو، زردآلو، گوجه و گردو را نام برد، که انار تفت فراوان‌ترین آن‌هاست و به علت آبدار بودن و قابلیت نگهداری بالای آن از کیفیت خوبی برخوردار بوده و به نقاط دیگر کشور و خارج از کشور صادر می‌شود.

## محله‌های تفت
شهر تفت شامل محله های اصلی "سرده" "تل مختار و باغ مورتین" "گرمسیر" "سلطان آباد" "حسینی" "غیاث آباد" "باغ گلابدان" "بازار" "شوده" و "برالسویه" است که در دل آنها محله های کوچکتری نیز واقع شده و شهرک های "قدس" "شهید صدوقی" "احرار" "جانبازان" "بهاران" و "امام علی(ع)" نیز از دیگر مناطق این شهر است

## گردشگری

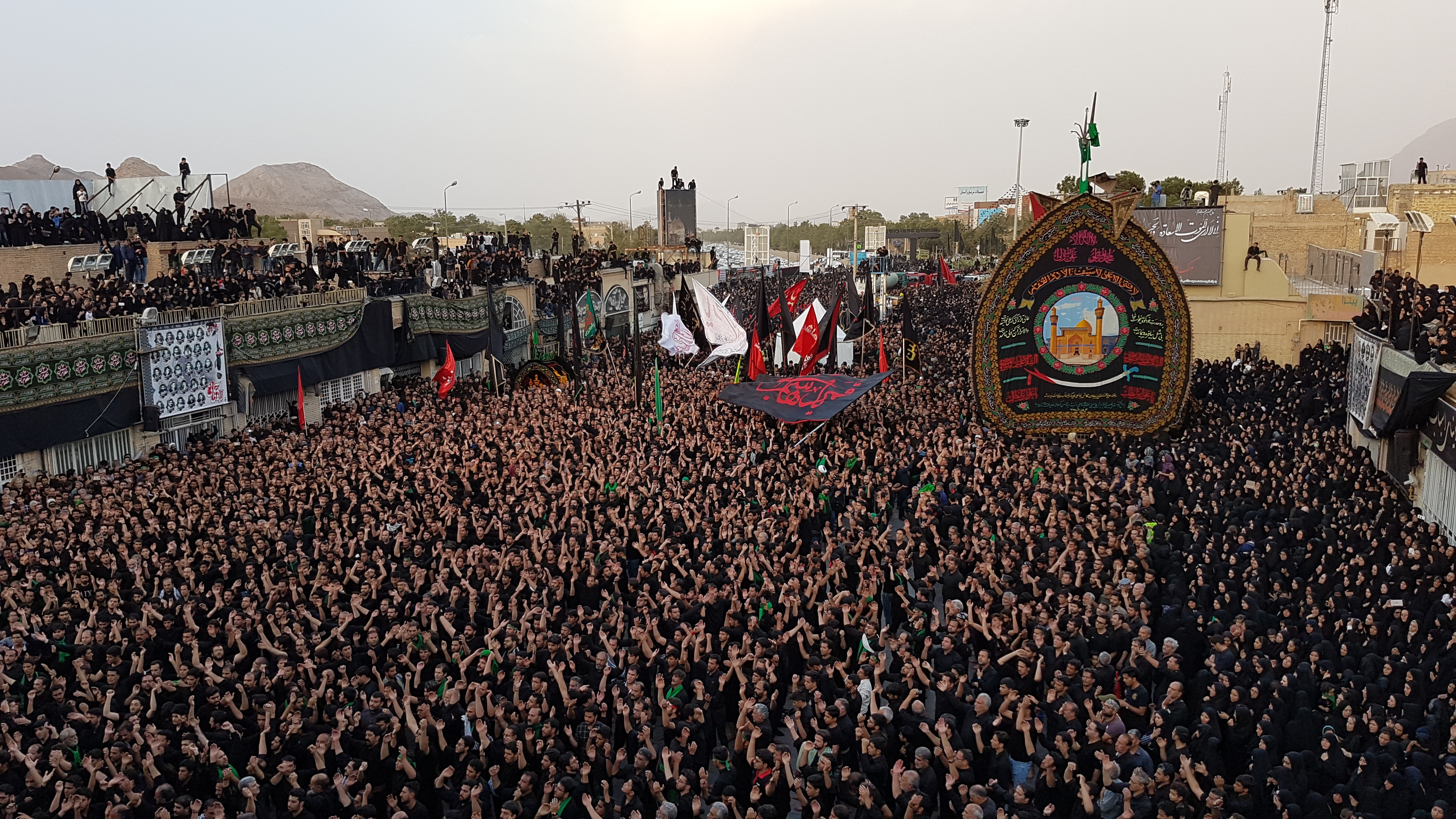
آیین نخل گردانی در تفت

شاخصه‌های مهم این دیار قنات، آسیاب آبی، آب‌انبار، کوچه آشتی‌کنان، ساباط، باغ، قالی بافی، گیوه چینی و تخته‌کشی، آیین‌های سوگواری همچون نخل‌برداری، مراسم برداشت محصول چون انارچینی و برگزاری مراسم مذهبی زرتشتیان مثل جشن سده است. آبشار درگاهان در جنوب غربی این شهر قرار دارد.

### صنایع دستی
مهم‌ترین صنایع دستی این منطقه را گیوه دوزی و قالی بافی و کاشیکاری تشکیل می‌دهد که توسط زنان و دختران در داخل کارگاه‌ها یا در منازل مسکونی تهیه می‌شود. اما گیوه دوزی آن در حال منسوخ شدن است.

### غذاهای سنتی
آش گندم، آش کدو، آش کلم، سوروک (کلوچه محلی برای خیرات)، انواع اشکنه، انواع شولی

### سوغات

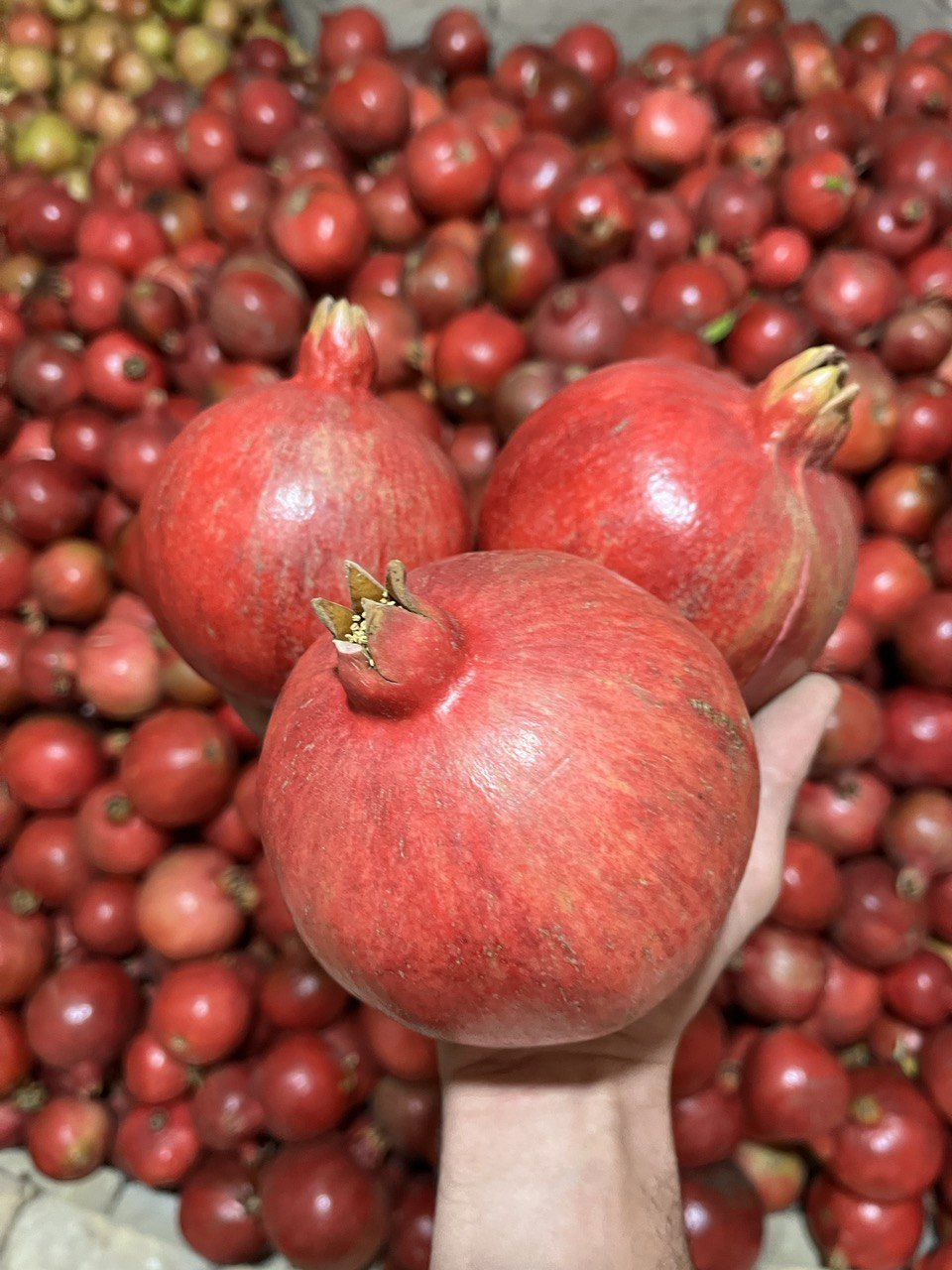
انار سرخ تفتی در انبار

انواع محصولات کشاورزی، انار دانه، رب انار، توت خشک، آلبالو خشکه، محصولات منبت کاری، انواع عرقیجات

### بازی‌های محلی
چوب پله، هفت سنگ، کامست، درنگ درنگ شاه و وزیر، کولوغوک، ترترک بازی، بازی هرشو (بازی مختص روستای نصرآباد می‌باشد)

### ساز محلی
اَرَبونه (عربونه)؛ این ساز از قسمت‌های مختلفی همچون پوست، عام اربونه (چوب دور اربونه)، سیم‌کشی داخل اربونه، تعدادی قُر (کره‌های برنجی تو خالی که در آن گلوله‌ای قرار دارد)، تعداد زیادی حلقه و میخ‌های کوچک زردرنگ که به عام اربونه متصل است، تشکیل شده‌است.

### ملودی محلی
صلات، پامنبری، توجوشی، ذکر، لالایی، چوپانی

### مراسم‌های معروف
مراسم عزاداری و نخل‌گردانی، جشن سده در روستای چم و محله راحت آباد، انار چینی، گلاب‌گیری

## بناهای تاریخی
آثار دیدنی تفت خانقاه و مسجد شاه ولی و کتیبۀ کاشی معرق خوش‌نقش و خوش‌خط درگاه مصنعۀ (آب‌انبار) محله بُرَسِّه و نیز کتیبۀ کاشی معرق به خط نستعلیق عبدالوهاب بر درگاه مصنعۀ محله گرمسیر است.

### مجموعه تاریخی شاه‌ولی

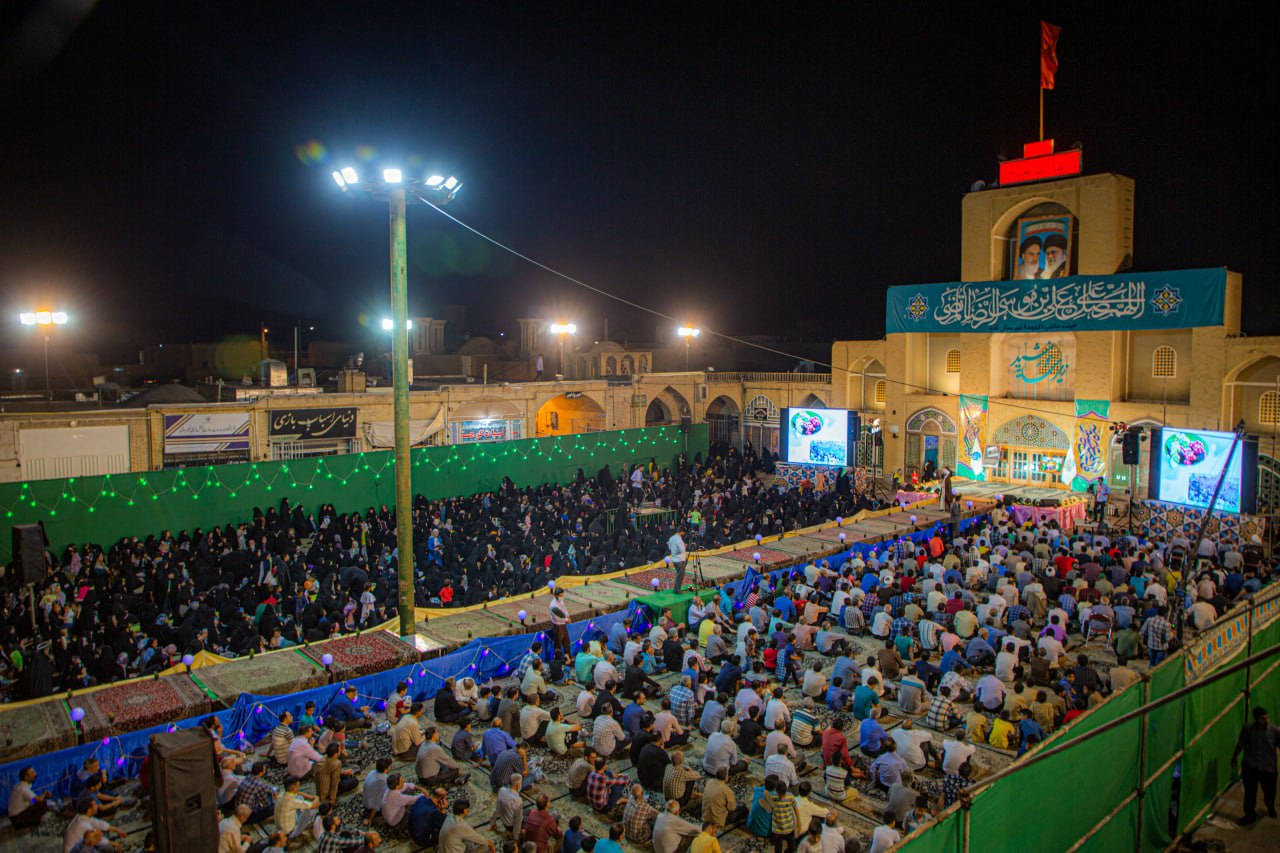
مراسم جشن زیر سایه خورشید در حسینیه شاه ولی

مجموعه تاریخی «شاه نعمت‌الله ولی» شامل حسینیه، مسجد، بقعه شاه خلیل ثانی (موزه مردم‌شناسی تفت)، زورخانه، مدرسه، بازار، میدان، آب‌انبار و نخل می‌باشد که به صورت متمرکز در مرکز شهر تفت قرار دارد. این مجموعه یکی از مهم‌ترین جاذبه‌های گردشگری تفت و جزو دیدنی‌ترین بناهای به یادگار مانده تاریخ در دل کویر می‌باشد که در تاریخ ۸ خرداد ۱۳۷۸ با شماره ثبت ۲۳۴۲ به عنوان یکی از آثار ملی ایران به ثبت رسیده‌است.
حسینه شاه‌ولی در ضلع جنوبی میدان امام قرار دارد و بنای اولیه آن در قرن نهم هجری ساخته شده‌است، کاشی‌های مسدس که در قرن نهم هجری در یزد مرسوم بوده از زیبایی‌های عزاخانهٔ این حسینه‌است. آب‌انبار در ضلع شرقی حسینه و در مجاورت تکیه و کوچه حوض بلبل واقع است و در قدیم آب خنک این محل را تأمین کرده‌است. بازار شاه ولی در اصل بازار خان است که به دستور امیر چخماق ساخته و یکی از کانون‌های تجاری تفت است.

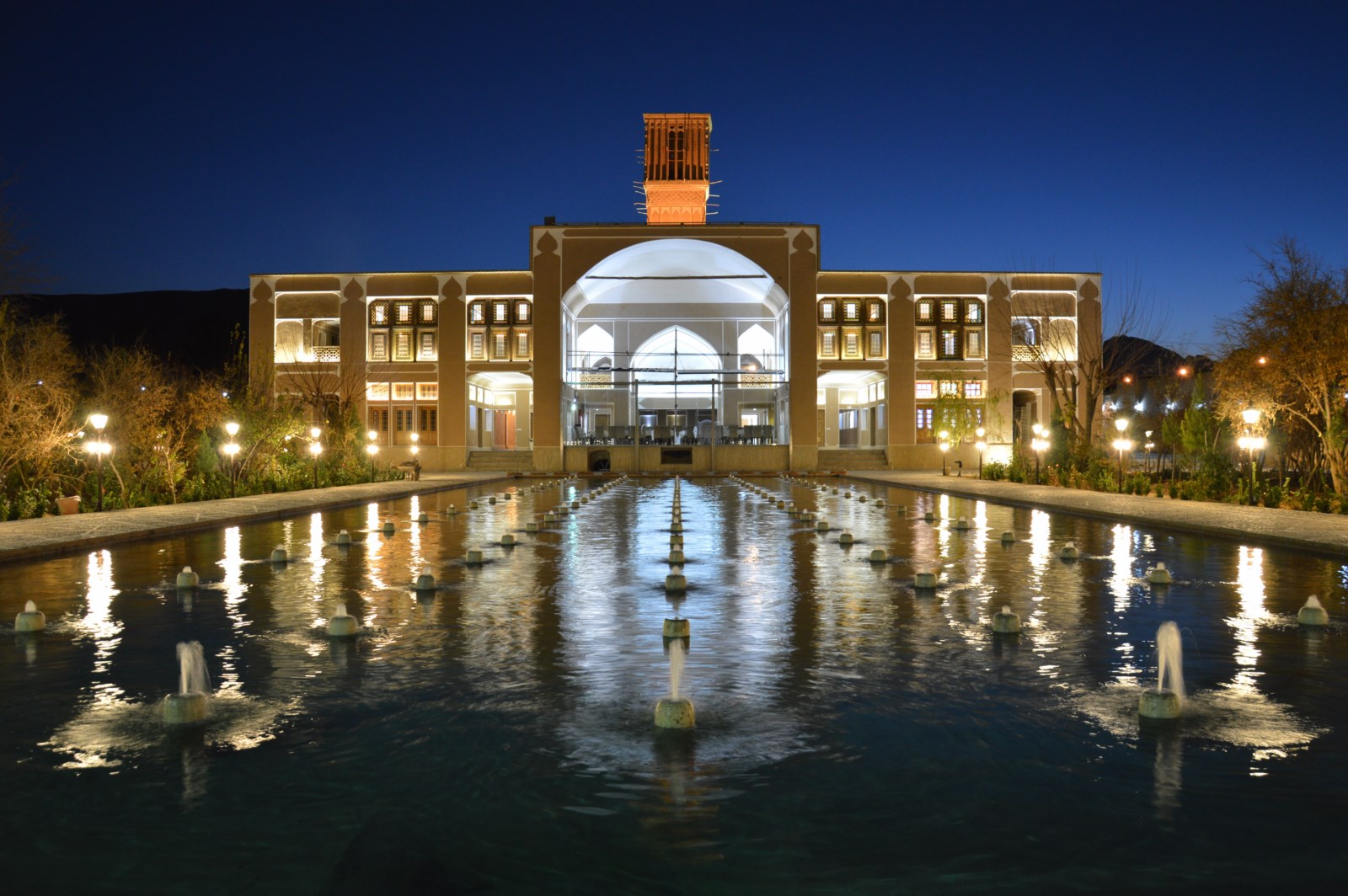
عمارت و باغ صدری (نمیر) تفت

### باغ‌ها و عمارت‌های تاریخی
با توجه به آب و هوای خنک این شهر نسبت به بقیه مناطق استان و باغ‌های انبوه آن، عمارت‌های زیادی توسط اعیان و اربابان یزد در این شهر ساخته شده‌است. یکی از باغ‌های بزرگ و معروف آن عمارت و باغ صدری (نمیر) است. از دیگر باغ‌عمارت‌های شهر می‌توان این موارد را نام برد: خانه و باغ داد - باغ علی نقی خان - خانه باغ کاکا

### حمام‌های قدیمی
در تفت حمام‌های قدیمی زیادند، به‌طوری‌که برای هر هفده محله تفت حداقل یک حمام ساخته بودند اما امروزه اغلب آن‌ها نیمه فعال یا تعطیل هستند. حمام دربند میرزا، حمام شوده، حمام باغ گلابدان و حمام حاجی ابراهیمی از جمله این حمام‌ها هستند.

### قلعه‌ها
قلعه گرمسیر و قلعه پهلوان بادی از جمله قلعه‌های به جا مانده از تاریخ شهر هستند. از قلعه گرمسیر خشتی منحصراً دو بدنه دیوار قسمتی از برج باقی است. این قلعه بر سر کوهی در کنار مسجد کبیرالتوبه و مشرف به محله گرمسیر بنا نهاده شده و از بناهای دوره قاجاریه می‌باشد. می‌گویند از این قلعه راه زیر زمینی تا مجموعه شاه ولی بوده اما تخریب شده‌است.

### آسیاب‌های آبی
تفت را می‌توان به لحاظ تعداد آسیاب‌ها شهر آسیاب‌ها نامید که تعداد آن به بیش از ۱۸ عدد می‌رسد و نشان از آن دارد که تفت روزی صادرکننده آرد بوده‌است. از مهم‌ترین آسیاب‌های آبی تفت: گرمسیر (هم‌اکنون نیز فعال است)، بی غم، صدری، باغ گلابدان، نوابی، سرده، و آسیاب بادی شواز است.

### آب‌انبارها
در تفت، با توجه به جغرافیای آن، تعداد زیادی آب‌انبار قدیمی وجود دارد. از جمله این آب‌انبارها را می‌توان نام برد: آب‌انبار برالسویه - آب‌انبار چهار بادگیری - آب‌انبار باغ گلابدان - آب‌انبار پیر بابا شرف‌الدین - آب‌انبار شاه علی

### دیگر بناهای مهم تاریخی شهر
زیارتگاه پیربابا شرف‌الدین - خانه رزاقیان - کاروانسرای اعلایی - مدرسه علمیه جعفری - آتشکده سرده - مسجد باغ گلابدان - حسینیه باغ گلابدان - مسجد ملاحیدر گرمسیر - حسینیه محله گرمسیر

## مشاهیر تفتی
ابراهیم حلاج یزدی -
شرف‌الدین علی یزدی -
عبدالحسین آیتی -
نورالدین شهنازی‌زاده -
 عمار دهقانی تفتی -
محمد احمدی -
هاشم اخوان تفتی